# 조난정 (지바현 조세이군 1955년)
조난정(庁南町)은 지바현 조세이군에 일찍이 존재했던 정이다. 현재의 조난정(長南町) 중부에 해당한다.

## 역사
- 1889년 4월 1일 - 정촌제 시행에 의해 가미하부군 무카촌이 성립하였다.
- 1890년 3월 12일 - 무카촌이 정으로 승격 개칭해 조난정이 되었다.
- 1897년 4월 1일 - 가미하부군이 폐지되어 조세이군이 되었다.
- 1955년 2월 11일 - 니시촌, 히가시촌, 미즈카미촌과 합병해 조난정이 신설되어 동일 구 조난정은 폐지되었다.

## 교통

### 도로
- 국도 409호선

## 참고문헌
- 小沢治郎左衛門『上総国町村誌 第六編』1889年。NDLJP:763702。
- 『明治22年千葉県町村分合資料 十二 上埴生郡町村分合取調』1889年。
- 奥山秀範「房総半島にあった鉄道・南総鉄道」『NewWave』2010年。
- 中島義一「明治前期の町 上総の場合」『歴史地理学紀要』第11号、歴史地理学会、1969年。

## 관련링크
- 千葉県長生郡庁南町 (12B0130010) - 歴史的行政区域データセットβ版